# Църнобуки
Църнобуки или Църно Буки (на македонска литературна норма: Црнобуки) е село в община Битоля на Северна Македония.

## География
Селото се намира в областта Пелагония, северно от Битоля, в западната част на Битолското поле, на 600 m надморска височина. През селото минава реката Шемница.

## История
В 1872 година Йосиф Мажовски изписва живописта в селската църква „Свети Димитър“ в Църнобуки.
В XIX век Църнобуки е село в Битолска кааза на Османската империя. Според статистиката на Васил Кънчов („Македония. Етнография и статистика“) от 1900 година Църно Буки e чисто българско село с 460 жители.
На Етнографската карта на Битолския вилает на Картографския институт в София от 1901 година Църнобуки е чисто българско село в Битолската каза на Битолския санджак с 52 къщи.
Цялото население на селото е под върховенството на Българската екзархия. По данни на секретаря на екзархията Димитър Мишев („La Macédoine et sa Population Chrétienne“) в 1905 година в Църно Буки има 360 българи екзархисти и функционира българско училище.
През септември 1910 година селото пострадва по време на обезоръжителната акция на младотурците.
През Първата световна война в селото се създава българско военно гробище.
В 1983 година е издигнат храмът „Свети Атанасий“.
В 1961 година селото има 849 жители. Жителите на селото се изселват в Битоля, Скопие, Европа и отвъдокеанските страни.
Според преброяването от 2002 година селото има 406 жители, всички северномакедонци.
| Националност     | Всичко |
| северномакедонци | 406    |
| албанци          | 0      |
| турци            | 0      |
| роми             | 0      |
| власи            | 0      |
| сърби            | 0      |
| бошняци          | 0      |
| други            | 0      |

## Личности
Родени в Църнобуки
- Поп Диме, деец на ВМОРО, войвода на четата на Църнобуки по време на Илинденско-Преображенското въстание.[9]
- Христо Котев (1860 – 1918), деец на ВМОРО

Починали в Църнобуки
- Тодор Браянов (? – 1900), български революционер, битолски войвода на ВМОРО